# Джош О'Коннор
Джош О'Коннор (англ. Joshua Mathias O'Connor; нар. 20 травня 1990, Саутгемптон) — англійський актор. Відомий роллю молодого принца Чарльза в телесеріалі Netflix «Корона» (2019—2020), за яку отримав премію «Золотий глобус» за найкращу чоловічу роль у драматичному телевізійному серіалі та премію «Еммі» за найкращу чоловічу роль у драматичному серіалі, а також був номінований на дві нагороди Британської телевізійної академії. Виконав головні ролі у романтичних фільмах «Земля божа» (2017), «Суперники» (2024), «Історія звуку» (2025).

## Молодість і освіта
Народився в родині вчителя Джона та акушерки Емілі. Ріс у Ньюбері до п'яти років, а потім його родина переїхала до Челтнем, графство Глостершир. Він середній син у сім'ї з трьох хлопчиків, старший брат — художник, а молодший брат Себ — економіст-еколог і доктор філософії.
Походить з мистецької родини. Його дід, Джон Бантінг, був британським скульптором, бабуся — кераміст, а тітка по матері — британська письменниця та коментаторка Мадлен Бантінг. Його предки є ірландськими, англійськими, шотландськими та, через його прабабусю по материнській лінії, ашкеназькими та сефардськими євреями.
В юності хотів стати професійним актором, але не вважав себе достатньо вправним, тому перейшов на регбі, а потім відкрив для себе акторство. Його перша головна роль Опудала в шкільній постановці «Чарівник країни Оз», потім була другорядна роль у «Багсі Мелоуні». Навчався у приватній спільній школі Святого Едуарда в Челтнемі.

## Кар'єра

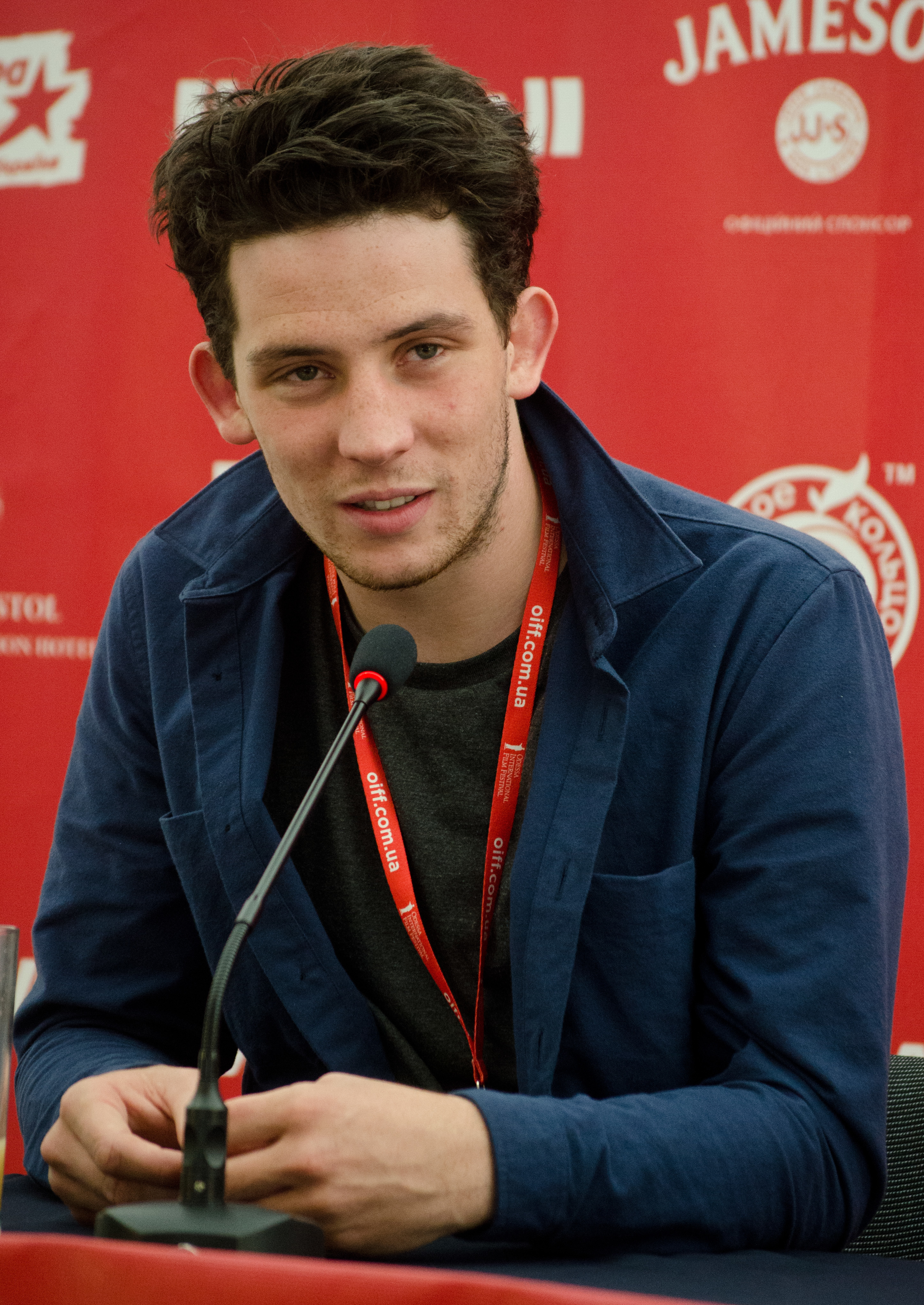
На Одеському міжнародному кінофестивалі, липень 2015 року

У 2012 році вперше з'явився на телебаченні в ролі Чарлі Стівенсона в серіалі «Льюїс» і у фільмі «Есхатрилогії: Книга мертвих» в ролі зомбі. У 2013 році він з'явився у «Докторі Хто» в ролі Піотра, у вестерні «Чудова одинадцятка» в ролі Енді, у «Закон і порядок: Лондон» в ролі Роба Феллоуза. У 2017 році зіграв головну роль у мелодрамі «Земля божа».
У 2018 році знявся разом з Лаєю Костою в режисерському дебюті Гаррі Вутліффа «Тільки ти», який отримав визнання критиків, прем'єра якого відбулася в конкурсі на Лондонський кінофестиваль. За свою гру він отримав свою другу премію Британського незалежного кіно за найкращу чоловічу роль. У 2019 році зіграв Маріуса Понтмерсі в британській телевізійній адаптації «Знедолені» Віктора Гюго. Також зіграв роль Джеймі у фільмі «У полоні надії», прем'єра якого відбулася на Міжнародному кінофестивалі в Торонто, отримавши нагороду за найкращу чоловічу роль на Міжнародному кінофестивалі в Барселоні-Сант-Жорді. Він мав обмежений прокат у кінотеатрах, перш ніж вийти в цифровому вигляді в травні 2020 року.
У 2019 році почав грати Чарльза, принца Уельського в 3 сезоні телесеріалу Netflix «Корона». У 2020 році він був номінований на премію Британської телевізійної академії за найкращу чоловічу роль другого плану, а акторський склад отримав премію Гільдії кіноакторів за найкращу гру в драматичному серіалі. О'Коннор розповідав, що спочатку ця роль не зацікавила його, і що його довелося переконати піти на прослуховування. Шоураннер Пітер Морган попросив його прочитати сцену, в якій Чарльз порівнює себе з персонажем роману Сола Беллоу «Висяча людина» 1944 року, де персонаж чекає, коли його призвуть на війну, тому що війна наповнить його життя сенсом.

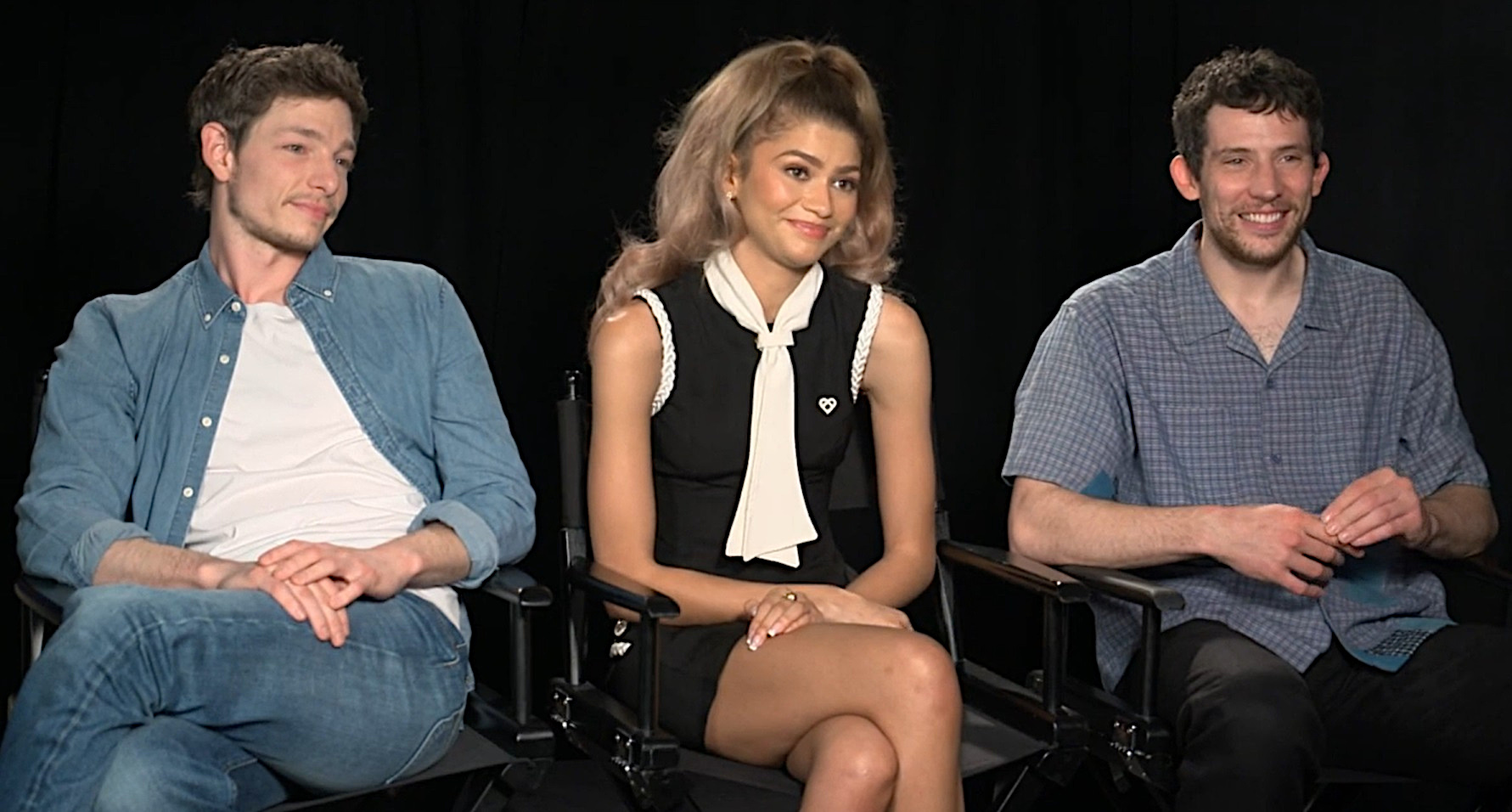
З акторським складом фільму «Суперники», квітень 2024 року

О'Коннор повернувся до своєї ролі у 4 сезоні «Корони», зізнавшись, що його персонаж «жахливий» у цьому сезоні. Тим не менш, актор розумів причину невдоволення Чарльза, кажучи, що все зводиться до того, що він провів усе своє життя в недооціненності. У 2021 році О'Коннор отримав нагороду «Еммі» за найкращу чоловічу роль у драматичному серіалі, премію «Золотий глобус», премію «Вибір критиків» і телевізійну нагороду Асоціації критиків Голлівуду як найкращий телевізійний актор в драматичному серіалі.
У 2024 році виконав головну роль у спортивному фільмі «Суперники». У 2025 році зіграв головні ролі у музичній мелодрамі «Історія звуку» та фільмі-пограбуванні «Натхненник».

## Особисте життя
До переїзду в Глостершир О'Коннор жив у вікторіанському будинку в Шордічі. У вільний час захоплюється читанням і малюванням. Він також любить ходити в походи і плавати. Він є прихильником ФК «Саутгемптон». Його колишня партнерка Марго Хауер-Кінг, сестра актора Йони Хауер-Кінга, була директоркою з партнерства в комунікаційній компанії WPP

## Фільмографія

### Фільми
| Рік  | Назва                         | Роль                  | Примітки                                |
| ---- | ----------------------------- | --------------------- | --------------------------------------- |
| 2012 | Есхатрилогія: Книга мертвих   | зомбі                 |                                         |
| 2013 | Чудова одинадцятка            | Енді                  |                                         |
| 2014 | Хованки                       | Макс                  |                                         |
| 2014 | Клуб бунтів                   | ред                   |                                         |
| 2015 | Брідженд                      | Джеймі                |                                         |
| 2015 | Попелюшка                     | Ballroom Palace Guard |                                         |
| 2015 | Тримаючись за гарний час      | Чарлі                 | Короткий фільм                          |
| 2015 | Програма                      | Багатий               |                                         |
| 2016 | Флоренс Фостер Дженкінс       | Донагі                |                                         |
| 2016 | Даррелли                      | Ларрі                 |                                         |
| 2016 | Найкращий чоловік             | Дональд               | Короткий фільм                          |
| 2017 | Земля божа                    | Джонні Саксбі         |                                         |
| 2017 | Колір його волосся            | Петро                 | Короткометражний / Документальний фільм |
| 2018 | Тільки ти                     | Джейк                 |                                         |
| 2019 | Проміжок надії                | Джеймі                |                                         |
| 2020 | Емма                          | Містер Елтон          |                                         |
| 2021 | Материнська неділя            | Пол Шерінгем          |                                         |
| 2023 | Лі                            | Ентоні Пенроуз        |                                         |
| 2024 | Суперники                     | Патрік Цвейг          |                                         |
| 2025 | Історія звуку                 | Девід                 |                                         |
| 2025 | Натхненник                    | Джеймс Блейн Муні     |                                         |
| 2025 | Ножі наголо: Прокинься, мрець | священик              |                                         |

### Серіали
| Рік       | Назва                   | Роль             | Примітки                       |
| --------- | ----------------------- | ---------------- | ------------------------------ |
| 2012      | Льюїс                   | Чарлі Стівенсон  | Епізод: " Покоління гадюк "    |
| 2013      | Доктор Хто              | Пьотр            | Епізод: " Холодна війна "      |
| 2013      | Закон і порядок: Лондон | Роб Феллоуз      | Епізод: " Залежний "           |
| 2013      | The Wipers Times        | Додд             | Телевізійний фільм             |
| 2013      | Лондонські ірландці     | Джеймс           | Епізод: «1.2»                  |
| 2014      | Гострі картузи          | Джеймс           | 3 епізоди                      |
| 2014      | Вулиця Розпушувача      | ПК Боббі Грейс   | 8 серій                        |
| 2015      | Отець Браун             | Лео Бересфорд    | Епізод: «Прокляття Аменхотепа» |
| 2016–2019 | Даррелли                | Лоуренс Даррелл  | 26 серій                       |
| 2019      | Знедолені               | Маріус Понтмерсі | 3 епізоди                      |
| 2019–2020 | Корона                  | Принц Чарльз     | 13 серій                       |
| 2021      | Ромео і Джульєтта       | Ромео            | Телевистава                    |

### Театр
| Рік  | Назва              | Роль          | Режисер       | Драматург       | Театр                                        |
| ---- | ------------------ | ------------- | ------------- | --------------- | -------------------------------------------- |
| 2013 | Фаррагут Північний | Бен Фаулз     | Гай Ансворт   | Бо Віллімон     | Театр Саутворк                               |
| 2014 | Версаль            | Х'ю Скідмор   | Пітер Гілл    | Пітер Гілл      | Склад Донмар                                 |
| 2015 | Свято шевця        | Роуленд Лейсі | Філіп Брін    | Томас Деккер    | Театр Свон                                   |
| 2015 | Оппенгеймер        | Луїс Альварес | Ангус Джексон | Том Мортон-Сміт | Театр Свон, Театр Водевіль                   |
| 2021 | Ромео і Джульєтта  | Ромео         | Саймон Годвін | Вільям Шекспір  | Знімали в Королівському національному театрі |

## Нагороди та номінації
| Рік  | Нагорода                                         | Категорія                                                         | Робота     | Результат | Посилання     |
| ---- | ------------------------------------------------ | ----------------------------------------------------------------- | ---------- | --------- | ------------- |
| 2018 | British Academy Film Awards                      | Нагорода «Висхідна зірка».                                        | Себе       | Номінація | [ 18 ]        |
| 2020 | British Academy Television Awards                | Кращий актор другого плану                                        | Корона     | Номінація | [ 19 ]        |
| 2021 | British Academy Television Awards                | Кращий актор                                                      | Корона     | Номінація | [ 20 ]        |
| 2020 | Barcelona-Sant Jordi International Film Festival | Кращий актор                                                      | Hope Gap   | Перемога  | [ 21 ]        |
| 2017 | British Independent Film Awards                  | Кращий актор                                                      | Земля божа | Перемога  | [ 22 ]        |
| 2019 | British Independent Film Awards                  | Кращий актор                                                      | Тільки ти  | Перемога  | [ 23 ]        |
| 2017 | LesGaiCineMad                                    | Кращий актор                                                      | Земля божа | Перемога  | [ 24 ]        |
| 2018 | Evening Standard British Film Awards             | Кращий актор                                                      |            | Номінація | [ 25 ]        |
| 2018 | Evening Standard British Film Awards             | Прорив року                                                       | Себе       | Номінація | [ 26 ]        |
| 2018 | Empire Awards                                    | Найкращий новачок серед чоловіків                                 | Земля божа | Перемога  | [ 27 ]        |
| 2020 | International Online Cinema Awards               | Премія «На півдорозі» — найкращий актор другого плану             | Емма       | Номінація | [ 28 ]        |
| 2020 | International Online Cinema Awards               | Кращий актор другого плану в драматичному серіалі                 | Корона     | Номінація | [ 28 ]        |
| 2020 | Gold Derby TV Awards                             | Кращий драматичний актор другого плану                            | Корона     | Номінація | [ 29 ]        |
| 2020 | Gold Derby TV Awards                             | Прорив року                                                       | Корона     | Номінація | [ 29 ]        |
| 2021 | Critics' Choice Television Awards                | Найкращий актор у драматичному серіалі                            | Корона     | Перемога  | [ 30 ]        |
| 2021 | Golden Globe Awards                              | Найкраща чоловіча роль — Телесеріал Драма                         | Корона     | Перемога  | [ 31 ]        |
| 2021 | International Online Cinema Awards               | Найкращий актор у драматичному серіалі                            | Корона     | Перемога  | [ 32 ]        |
| 2021 | Gold Derby TV Awards                             | Кращий драматичний актор                                          | Корона     | Перемога  | [ 33 ]        |
| 2021 | Hollywood Critics Association TV Awards          | Найкращий актор у потоковому серіалі, драма                       | Корона     | Перемога  | [ 34 ]        |
| 2018 | London Film Critics Circle Awards                | Британський/ірландський актор року                                | Земля божа | Номінація | [ 35 ]        |
| 2020 | Online Film and Television Awards                | Кращий актор другого плану в драматичному серіалі                 | Корона     | Номінація | [ 36 ]        |
| 2021 | Online Film and Television Awards                | Найкращий актор у драматичному серіалі                            | Корона     | Перемога  |               |
| 2020 | Pena de Prata                                    | Кращий актор другого плану в драматичному серіалі                 | Корона     | Номінація |               |
| 2021 | Primetime Emmy Awards                            | Видатний актор головної ролі в драматичному серіалі               | Корона     | Перемога  | [ 37 ]        |
| 2021 | Satellite Awards                                 | Найкращий актор другого плану — серіал, міні-серіал або телефільм | Корона     | Номінація | [ 38 ]        |
| 2020 | Screen Actors Guild Awards                       | Видатна гра акторського ансамблю в драматичному серіалі           | Корона     | Перемога  | [ 39 ]        |
| 2021 | Screen Actors Guild Awards                       | Видатна гра акторського ансамблю в драматичному серіалі           | Корона     | Перемога  | [ 40 ]        |
| 2021 | Screen Actors Guild Awards                       | Видатна гра чоловічої ролі в драматичному серіалі                 | Корона     | Номінація | [ 41 ]        |
| 2017 | Stockholm Film Festival                          | Кращий актор                                                      | Земля божа | Перемога  | [ 42 ] [ 43 ] |